# Viltmästare
Viltmästare är en examenstitel efter en eftergymnasial utbildning inom jakt och viltvård. Utbildningen bedrivs av Svenska Jägareförbundet på Öster Malma Jaktvårdsskola i Sörmland. Utbildningen är 7 månader och c:a 15 elever antas vart tredje år. För att bli antagen krävs att man genomgått gymnasieskola med godkänt i kärnämnena samt 12 månaders jaktlig praktik. Dessutom krävs 3 års anställning som jaktelev hos auktoriserade viltvårdare eller yrkesjägare på gods eller liknande.Man måste även avlägga ett godkänt elevprov som är både praktiskt och teoretiskt. Viltmästarutbildningen på Öster Malma startades 1947. Under en period från mitten av 1990-talet till mitten av 2000-talet bedrevs utbildningen i stället på Kalö Jaktvårdsskola i Danmark, men är nu tillbaka i Sverige igen.
I utbildningen ingår zoologi, viltbiologi, ekologi, viltvård, viltuppfödning, skytte, ekonomi, hunddressyr,  jaktlagstiftning och turism. Arbetsmarknaden för viltmästare är begränsad och de flesta arbetar som yrkesjägare på större gods. Andra exempel på arbetsuppgifter är som jaktvårdskonsulent vid Svenska Jägareförbundet eller som forskningsassistent vid Sveriges lantbruksuniversitets viltforskning. Ett mindre antal viltmästare är egna företagare som jakt- och naturguider.